# 을병대기근
을병대기근은 숙종 21년(1695년/을해)부터 25년(1699년/기묘)까지 있었던 대기근이다. 이 대기근으로 불과 5년만에 141만 6274명(당시 인구의 19.7%)이 희생됐다.

## 1695년 을해

### 4월
극심한 가뭄에 이어 8일에는 강계에서 서리가 내렸으며 13일에는 여러 도에서 서리가 내렸고 날씨가 17일까지 한랭했으며 16일에는 월식이 있었다. 21일에는 평안도 강계 등지에 우박이 내렸고 23일에는 경기도, 충청도, 평안도 지역에서 밤마다 서리가 내렸고 평안도 은산 지역에선 바람을 동반한 우박이 있었다. 이에 조정에선 사면령을 내리고 세 차례의 기우제를 지냈다.

### 5월
2일, 강원도 평창에 서리가 내렸고 7일에는 함경도 길주에선 새알 만한 우박이 내렸으며 12일에는 평안도에선 서리가, 함경도에선 소나기와 얼음 우박이 쏟아졌고 15일에는 함경도의 단천, 산수 등지에서 폭우와 얼음, 우박이 섞여 내렸다. 이에 조정은 수차례의 기우제를 치렀으며 군량미를 꺼내 구휼하였다.

### 6월
11일, 강계에서 눈과 서리가 내리고 14일에는 평안도 영원에 토우가 쏟아졌으며 16일에는 황해도 해주에서 우박이 쏟아졌다. 또한 26일에는 황해도에 폭우와 광풍이 발생해서 나무가 부러지고 가옥이 무너졌다. 그리고 29일에는 충청도 당진, 서천에 해일이 일었다.

### 7월
이 해 가을에 크게 흉년들었고 바다 인근은 해손의 피해 또한 입었다. 6일에는 비가 그치질 않아 영제를 치렀고 3일 후 개었다. 7일에는 제도에 우박이 내렸으며 황해도와 평안도에선 황충이 성했으며 진주에선 눈이 3치(약 9cm)정도 쌓였으며 13일에는 지동이 있었고 서산 등지에선 지진이 발생했으며 충청도에선 6월 25일 이후 거센 바람과 함께 폭우가 쏟아졌다. 28일에는 경기와 충청, 전라, 평안의 여러 고을들이 8월 초2일까지 서리가 내렸다.

### 8월
1일에 평안도의 성천과 양덕에 우박으로 인한 피해가 많이 발생했고 특히 양덕은 큰 바람도 일었다. 또한 제도에 서리가 빗발쳤다. 7일에는 전라도 정읍 등지에 지진이 발생했고 30일, 추성의 절기에 미곡이 등귀하여 쌀 한 말 값이 50전이 되었고 22년(1696년/병자) 봄에는 값이 200전이 되었다.

## 참고 자료
- 《조선왕조실록》〈숙종실록〉